# 熱圏
|                          | 宇宙空間    |        |          |
|                          | 約10,000 km |        |          |
|                          | 外気圏      |        |          |
|                          | 800 km      |        |          |
|                          | 熱圏        |        |          |
|                          | 電離層      |        |          |
| (カーマン・ライン)       | (100 km)    |        |          |
|                          | 80 km       |        |          |
|                          | 中間圏      |        |          |
|                          | 50 km       |        |          |
|                          | 成層圏      |        |          |
|                          | オゾン層    |        |          |
| 11 km                    |             |        |          |
|                          | 対流圏      |        | 自由大気 |
| 1 km                     | 対流圏      |        |          |
|                          | 対流圏      | 境界層 |          |
| 0 km                     | 対流圏      |        |          |
| ※高度は中緯度の平均 / 表 |             |        |          |

熱圏（ねつけん、英: thermosphere）は、地球の大気の層の一つ。

## 概要
大気の鉛直構造において中間圏の外側に位置する。この上には外気圏がありその境界を熱圏界面、熱圏と中間圏との境界は中間圏界面（高度約80km）と呼ばれる。thermo はギリシャ語で熱の意。
太陽からの短波長の電磁波や磁気圏で加速された電子のエネルギーを吸収するため温度が高いのが特徴であり、2,000℃相当まで達することがある。
熱圏の温度は、あくまでも分子の平均運動量によって定義される。分子の密度が地表と比べてきわめて低いため、実際にそこに行っても大気から受ける熱量は小さく熱さは感じられないとされる。
熱圏の大気の分子は太陽からの電磁波や磁気圏で加速された電子のエネルギーを吸収して一部が電離している。この電離したイオンと電子が層になっているのが電離層である。熱圏にはE層、F1層、F2層（夜間は合わさってF層となる）が存在し、また季節によってスポラディックE層が出現する。
また高緯度地方では磁気圏で加速された電子などが次々に流入し、熱圏の大気の分子に衝突してそれを励起や電離させ、その分子が元に戻るときに発光する現象が見られる。これがオーロラである。
中間圏より下では混合によって大気中の分子の存在比は一様になるが、熱圏は大気の密度が低いため十分に混合せず、重力による分離が起こる。分子量の大きな分子が下に集まるため、80-100 kmでは窒素が主成分、170 kmより上では酸素原子が、1,000 km程度ではヘリウムが多い。
大気圏と宇宙空間を隔てるカーマン・ラインは、下部熱圏にあたる高度100kmに設定される。
先述の通りカーマン・ラインより上は宇宙空間として扱われるほど、熱圏内の気体分子は希薄であり、人工衛星の軌道の分類では低軌道とされるうちの下半分は熱圏に入る。